# Popotka le petit Sioux
 (janvier 2020).
Si vous disposez d'ouvrages ou d'articles de référence ou si vous connaissez des sites web de qualité traitant du thème abordé ici, merci de compléter l'article en donnant les références utiles à sa vérifiabilité et en les liant à la section « Notes et références ».
Popotka le petit Sioux est une série de bande dessinée pour la jeunesse écrite par David Chauvel et dessinée par Fred Simon.

## Albums
- Delcourt, collection « Jeunesse » :
  1. La Leçon d'Iktomi, 2002.
  2. Sapa et le Wendigo, 2002.
  3. Mahto, 2003. Prix jeunesse 7-8 ans au festival d'Angoulême 2004.
  4. Les Jambières magiques, 2004.
  5. Susweca et les Aigles, 2004.
  6. Le Bison, 2006.
  7. Le Garçon étranger, 2007.